# A Salamon-szigetek címere

Salamon szigetek címere

A Salamon-szigetek címere egy sárga színű pajzs, amelyet egy zöld színű átlóskereszt oszt négy részre. A pajzs közepén egy harci pajzsot, annak két oldalán pedig egy-egy teknőst ábrázoltak. A felső részen egy vízszintes kék sávon egy sast és két sirályt helyeztek el. A pajzsot két oldalról egy krokodil és egy cápa tartja, felül egy sisak, sisakdísz, egy tradicionális bárka és egy stilizált napkorong díszíti. Alul sárga szalagon olvasható az ország mottója: „To Lead is To Serve” (Szolgálva vezetni).